# Sauerstoffbar

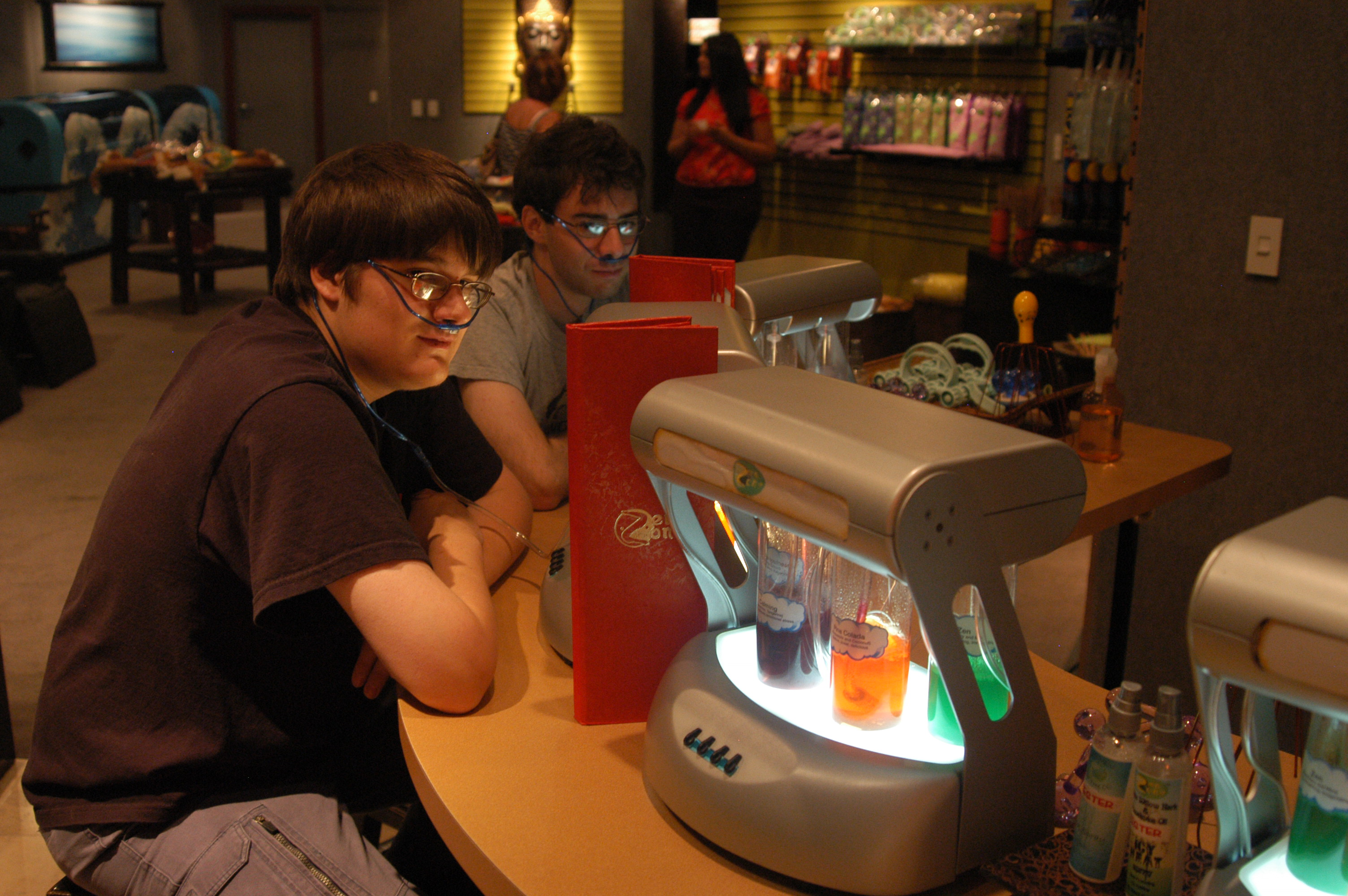
Eine Sauerstoffbar

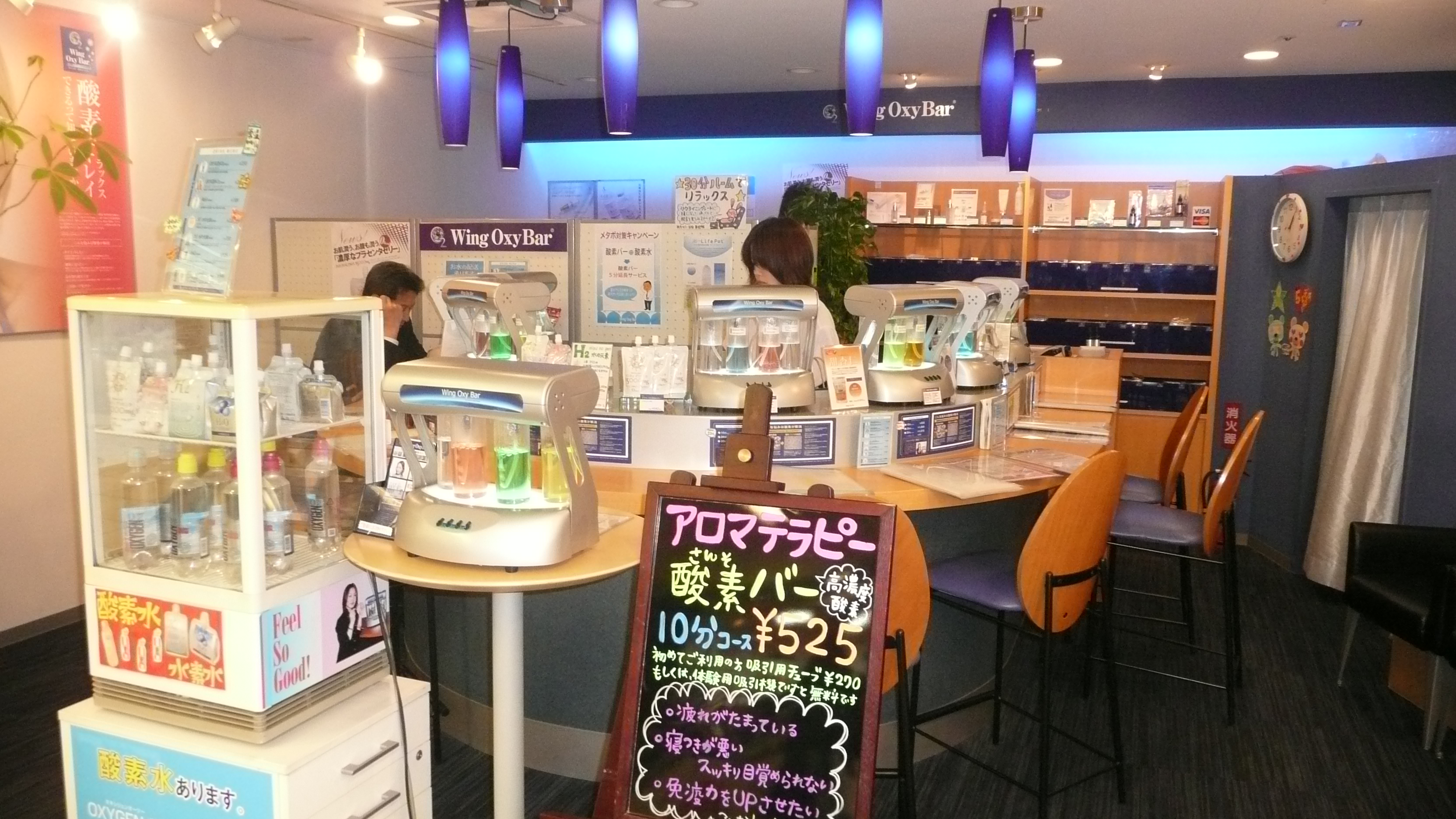
Eine OxyBar in Japan

Eine Sauerstoffbar (oder auch „Sauerstofftankstelle“) ist eine Einrichtung, an der man durch einen Mundaufsatz oder eine Nasenbrille 50 bis 99%igen Sauerstoff einatmen kann. Dadurch sollen Gesundheit und Befinden positiv beeinflusst werden. Im Handel sind auch so genannte Sauerstoffduschen erhältlich, denen ähnliche Wirkungen zugeschrieben werden.
Sauerstoffbars gibt es seit den frühen 1980er Jahren in vielen asiatischen Großstädten wie Tokio, in denen Menschen täglich unter Smog und Luftverschmutzung leiden. Seit 1997 verbreitet sich dieser Trend auch nach Amerika, wo die erste Bar in Los Angeles eröffnet wurde.

## Wirkung
Eingeatmete Luft besteht normalerweise aus 78 % Stickstoff, 1 % Argon und 21 % Sauerstoff, von dem aber bei einem Atemzug nur ein Viertel wirklich verbraucht wird. Ein höherer Sauerstoffgehalt in der Luft soll zu mehr Leistungsfähigkeit und Konzentration sowie besserer Durchblutung führen. Versprochen werden unter anderem eine Verbesserung der körpereigenen Immunabwehr, Verbesserung der körperlichen Belastbarkeit sowie verschiedene positive Auswirkungen im „Wellness-und-Beauty“-Bereich.

## Kritik
Normalerweise ist das Blut ausreichend mit Sauerstoff gesättigt (Normwerte altersabhängig 92 bis 100 Prozent). Überflüssiger Sauerstoff wird wieder ausgeatmet. Die oben genannten Auswirkungen sind wissenschaftlich nicht begründet und beruhen auf Suggestiveffekten. Zur Sauerstoff-Langzeittherapie sind die „Duschen“ ungeeignet. Das Luftproblem in Ballungsräumen besteht nicht im Sauerstoffmangel, sondern in einer hohen Schadstoffbelastung (Stickoxide, Feinstäube, Ozon). Auch bei Smog ist der Sauerstoffanteil der Luft ausreichend.
Zudem besteht das Risiko von Infektionen, bei Vorerkrankungen kann eine Verschlechterung des Gesundheitszustandes eintreten.